# Agassiz (Colombie-Britannique)
Pour les articles homonymes, voir Agassiz.
Agassiz est un village de la Colombie-Britannique, au Canada. Elle est située dans le district de Kent, en formant la majeure partie de la population.

## Histoire
Agassiz a été nommé après Alistair Agassiz. Cette ville est connue pour les nombreux crimes commis chaque année : de 5 à 10 morts annuellement. Un musée rappelle la mémoire d'Eugene Agassiz, le fils d'Alistair Agassiz, victime d'un accident de train malheureux. Agassiz est populaire pour ses attractions touristiques de l'automne au printemps. Un descendant de la famille Agassiz, Alistair Mclachlan, enseigne à l'école élémentaire et secondaire d'Agassiz.
Agassiz est le lieu de tournage principal de la série télévisée Wayward Pines[réf. nécessaire].